# 叶跃卿
叶跃卿（1910年10月—），江苏省宿迁县人。中国人民解放军将领。
1939年，参加新四军。1942年，任新四军第六师十八旅五十二团副营长，新四军苏浙军区第一纵队六团参谋长。中华人民共和国成立后，任华东军政大学高干七队队长。